# Гущин, Михаил Васильевич
Михаил Васильевич Гущин (1924, Аргазины, Калужская губерния — 9 июля 1976) — сельский механизатор, Герой Социалистического Труда (1973).

## Биография
Родился в селе Аргазины (ныне — Перемышльский район, Калужская область).
Участник Великой Отечественной войны, в РККА с 16.03.1942 года. Тяжело ранен 12.05.1942 в районе Смоленска. 10.05.1945 награждён медалью «За отвагу» (на время совершения подвига — телефонист взвода управления дивизиона 560 минп 31 оминбр РГК Ленинградского фронта).
После демобилизации вернулся на родину — в Перемышльский район. Работал механизатором сначала в МТС, потом в организованной на базе нескольких хозяйств Калужской областной опытной сельскохозяйственной станции.
В 1966 году возглавил звено по выращиванию картофеля на семенные цели, в котором вместе с ним трудились его сыновья — Николай, Михаил и Владимир.
За получение высоких урожаев семенного картофеля (284 ц/га на площади 83 га) в 1973 году удостоен звания Героя Социалистического Труда.
Умер 9 июля 1976 года.
В его честь в Перемышльском районе Калужской области был учреждён приз, которым награждалось лучшее механизаторское звено.